# 하이창구

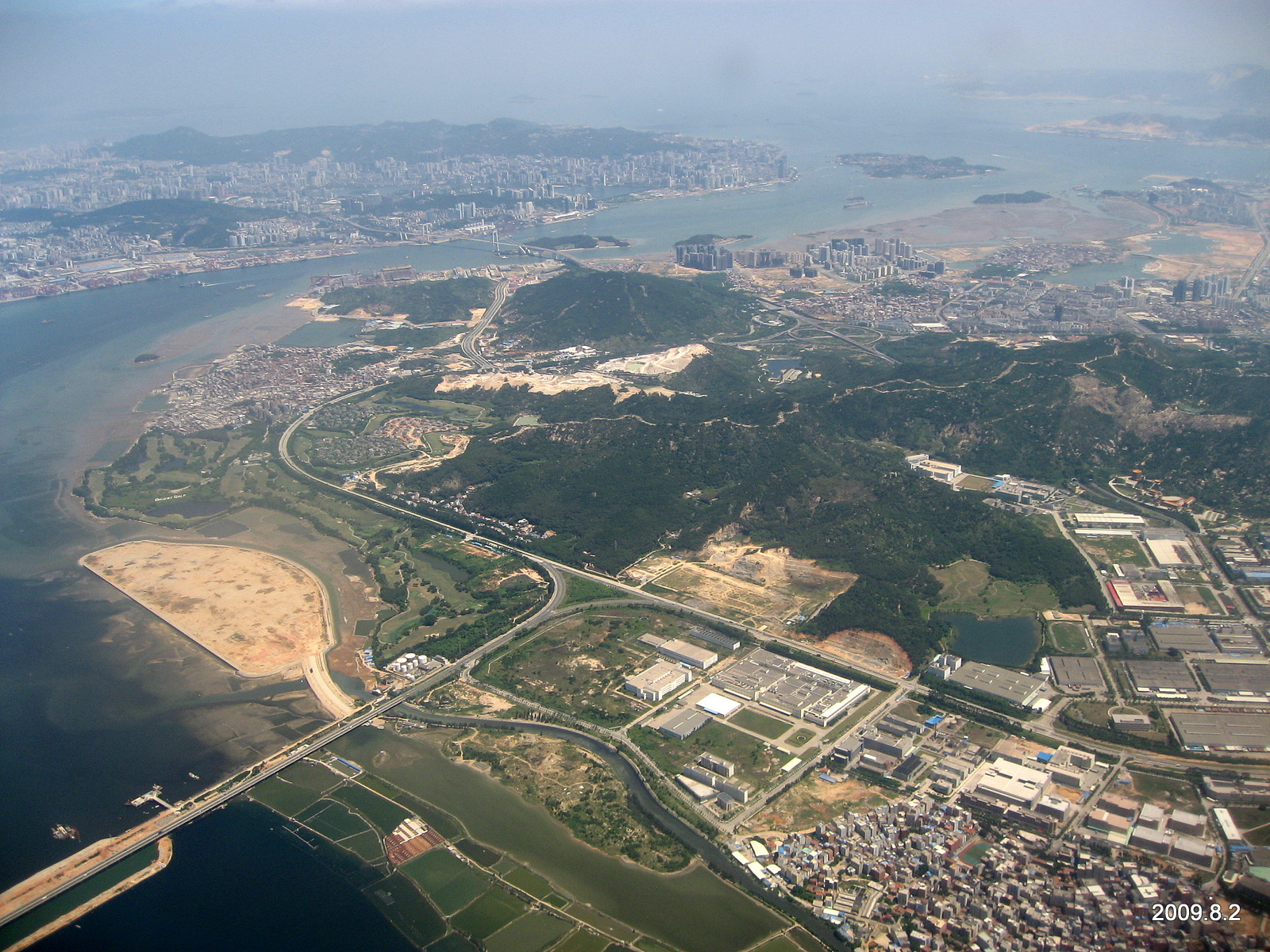

하이창구(한국어: 해창구, 중국어: 海滄區, 병음: Hǎicāng Qū)는 중화인민공화국 푸젠성 샤먼시의 6개 현급 행정구역 중 하나이다. 넓이는 155km2이고, 인구는 2007년 기준으로 110,000명이다.

## 역사
1989년에 중국 중앙 정부는 타이완의 거물급 사업가인 왕융칭을 위한 석유화학 투자구역을 하이창 구에 설치했다. 이후 하이창은 수출을 위한 농업과 공업 기반을 갖춘 세계 수준의 항구로 발전하였다.

## 지리
하이창구 투자구역은 주룽강 북서쪽 기슭의 하구이자 샤먼섬의 서쪽에 위치해있다. 서쪽 강가에는 10m 깊이의 얕은 물과 함께 5km의 해안선이 있다.
하이창구는 870m 길이로 뻗어있는 하이창 대교를 통해 샤먼섬과 연결된다.

## 경제
하이창 투자구는 고도의 기술 및 자본 집약적인 외국인 투자를 활발히 유치하고 있다. 특히 전자, 제조, 석유화학, 기계, 정밀 화학, 건자재, 생물 공학, 제약 산업에 중점을 두고 있다.

## 행정 구역
2개 가도, 1개 진을 관할한다.
- 가도: 해창 가도(海滄街道), 신양 가도(新阳街道).
- 진: 동부진(東孚鎭).